# 廣福寺 (関市)
広福寺（こうふくじ）は岐阜県関市東日吉町にある十一面観世音菩薩を本尊とする曹洞宗の寺院で、山号は聖寿山。中濃八十八ヶ所霊場11番札所となっている。
寛永年間に雪渓周好が現在の関市本町7丁目（当時は高見裏と称した。）で安徳山清陽院として開いたのが濫觴である。
その後、宝暦年間に慈潭和尚が龍泰寺26世の湘水正潭を開山に迎えて現在地に移転し、山号寺号を現在のものにあらためて法地に昇格している。